# El exorcismo de Roland Doe
El exorcismo de Roland Doe refiere los acontecimientos en torno a la supuesta posesión demoníaca y exorcismo de un niño estadounidense ocurridos a finales de la década de 1940. Roland Doe (nacido alrededor de 1936) es el seudónimo del niño exorcizado por la Iglesia católica. Más tarde el seudónimo sería cambiado por el autor Thomas B. Allen a «Robbie Mannheim». Los sucesos reportados en los medios de la época y las afirmaciones posteriores sobre hechos sobrenaturales inspiraron la novela El Exorcista de William Peter Blatty y su adaptación cinematográfica de 1973; Poseído, el relato de Thomas B. Allen de 1993, su segunda edición de 1999 y una segunda película con el mismo nombre en el año 2000 también se basaron en el libro de Allen.

## Origen de las afirmaciones

### Primeros años
Roland nace el 1 de junio de 1935 en el seno de una familia luterana de origen alemán. Durante la década de los 40, la familia vivía en Cottage City, Maryland. Según Allen, Roland era hijo único y sólo jugaba con los adultos de su casa, principalmente con su tía Harriet, quien lo trataba más bien como a un amigo. Esta mujer -una espiritista- lo introdujo en el juego de la ouija y el niño se interesó. Cuando tenía 13 años su tía muere en St. Louis y varios libros presumen que Roland trató de contactarla a través de la ouija. Los intentos por efectuar este tipo de contactos, según enseña la doctrina anglicana, incrementarían su vulnerabilidad a la posesión.

### Posesión y exorcismo
De acuerdo al libro de Allen, la actividad paranormal comenzó poco después de la muerte de la tía Harriet.  Sonidos de pasos, crujidos de pies y otros ruidos extraños, muebles que se movían solos, olor a excremento en toda la casa, luces que se encendían y apagaban solas, y objetos ordinarios, como un jarrón, se suspendían o levitaban, una imagen de Jesús se sacudía en la pared como si la golpearan por detrás, y en una ocasión, un recipiente con agua bendita que estaba cerca se estrelló contra el suelo. Fueron nueve sacerdotes junto a treinta y nueve testigos los que firmaron los escritos eclesiásticos finales que documentaron la experiencia de Roland. Además, cuarenta y ocho compañeros de clase atestiguaron sobre acontecimiento escalofriantes sucedidos en torno a Roland mientras se encontraban en la escuela; entre ellos, la ocasión en que su escritorio empezó a moverse hacia el pasillo chocando contra otros objetos.
La familia acudió a su pastor luterano, el Reverendo Luther Miles Schulze. De acuerdo al informe del Reverendo Schulze para el diario The Evening Star (Washington) el niño fue examinado por médicos y psiquiatras que no pudieron ofrecer ninguna explicación a los perturbadores hechos que estaban teniendo lugar. Schulze acordó con Roland para pasar la noche del 17 de febrero en su casa, con el fin de observarlo. El muchacho dormía en una cama grande cerca del ministro, quien alegó haber sido testigo de sucesos extraños durante toda la noche. Reportó que en la oscuridad oyó vibraciones de la cama y rasguños en la pared; un pesado sillón en el que el niño se había sentado se inclinaba y terminó por caerse, una pila de mantas sobre las que el niño yacía se elevaba y movía  alrededor de la habitación, golpeando a la gente en la cara. El Reverendo concluyó que había algo maligno en torno a Roland y decidió que un exorcismo de rito luterano debía practicarse.
De acuerdo con la historia tradicional, al niño se le practicó, en primera instancia, un exorcismo bajo el auspicio de la Iglesia Episcopal (Anglicana) y luego se remitieron a Edward Hughes, un sacerdote católico, quien después de examinarlo en la Iglesia de St. James lo trasladó para exorcizarlo al Hospital de la Universidad de Georgetown, una institución jesuita.
Una vez iniciado, el ritual debió ser suspendido ya que Roland provocó al pastor una herida que requirió de sutura. En consecuencia, el niño regresó al hogar con su familia. Luego, a partir de la aparición de extrañas ronchas en su cuerpo, como la inscripción con sangre de "St. Louis" en su pecho (lugar donde la tía Harriet había muerto), sus familiares desesperaron y tomaron el tren de regreso a St. Louis. Estando en la ciudad, su primo se contactó con uno de sus profesores de la Universidad de St. Louis: el Rev. Raymond J, Bishop, quien a su vez habló con el Rev. William S. Bowdern, un hombre vinculado a la academia de la Iglesia. Ambos curas visitaron a Roland en casa de sus parientes y allí notaron su aversión por todo lo sagrado, su voz gutural, una cama que temblaba y objetos voladores. Fr. Bowdern solicitó el permiso del arzobispo para expulsar la plaga de demonios que poseían al muchacho. La autorización fue concedida con la exigencia de que Bowdern estuviera a cargo, que no revelara el lugar y que llevara una crónica detallada de los hechos.
Antes de comenzar con el ritual, Fr. Walter Halloran fue convocado por la sección psiquiátrica del hospital para asistir a Bowdern. El Rev. William Van Roo, un tercer sacerdote jesuita también acudió en ayuda de los demás. Halloran afirmó que durante el episodio palabras como “mal” e “infierno” junto a otras marcas aparecieron en el cuerpo del joven, quien además rompió su nariz durante el proceso Se realizaron treinta exorcismos durante varias semanas y, finalmente, cuando el último ritual estuvo terminado, todos fueron testigos de una especie de ruido muy intenso (como el de una escopeta o un trueno) que abandonó el hospital.
Luego de los rituales, la familia jamás volvió a tener problemas y regresó a su hogar. El chico se convirtió en un hombre exitoso, felizmente casado, con hijos y nietos.

### Investigaciones y explicaciones
Halloran ha señalado que tanto él como los padres Bowdern y Bishop siempre han creído que este fue un caso de posesión real.
El autor Mark Opsasnick investigó estos eventos y se contactó con algunos de los involucrados en el caso, incluyendo a varias personas cercanas a Roland y a su familia, también con el Padre Halloran y otros sacerdotes de la parroquia, con una fuente del hospital y con Thomas Allen. Sin embargo, aparentemente no lo hizo con el chico (ahora un hombre) supuestamente poseído ni con sus familiares inmediatos.
En un artículo, Opsasnick describe las contradicciones que encontró en los relatos y otros testimonios que, según él, pondrían en duda la veracidad de lo narrado en el libro de Allen, especialmente los más fantásticos y sobrenaturales: como la supuesta capacidad de Roland para hablar lenguas que no podría conocer. Según Opsasnick, el Padre Halloran admitió suponer que Roland sólo habría imitado palabras en latín que escuchaba de los clérigos. Opsasnick alega no haber encontrado evidencia de que el padre Hughes alguna vez haya intentado exorcizar al chico, ni tampoco que haya sufrido lesiones de ningún tipo en aquella época. Además, el propio padre Halloran presuntamente habría declarado a Opsasnick que nunca oyó que la voz de Roland cambiara y que no habría verificado las uñas del pequeño para comprobar si él mismo se hacía las marcas. Supuestamente, otro amigo de Roland le dijo a Opsasnick que los sucesos “sobrenaturales” eran una exageración y que tanto los escupitajos como las vibraciones de las camas podían ser explicados lógicamente. El escéptico Joe Nickell escribió que “simplemente no hay evidencia creíble que sugiera que el chico haya sido poseído por demonios o espíritus malignos” y sostiene que “una posesión puede ser infantilmente simple de falsear”. Según sus palabras:
“Nada de lo que se informó de manera fiable sobre el caso iba más allá de lo que -por sus habilidades- un adolescente podía producir. Las pataletas, trances, muebles movidos, objetos lanzados, escritura automática, rasguños superficiales, y otros fenómenos, no son más que el tipo de cosas que alguien con la edad de Roland podría llevar a cabo, así como otros lo han hecho antes y después que él. En efecto, los elementos de "fenómenos poltergeist", "comunicación espiritual" y "posesión demoníaca" tomados por separado y, sobre todo, en conjunto, de la forma en que uno alcanza al otro, no sugiere nada más que el rol que envuelve un engaño. Lo mismo ocurre con las representaciones estereotipadas del "diablo" en los libros de cuentos”.
El juicio de Opsasnick es que “los involucrados vieron lo que estaban entrenados para ver”. Se ha propuesto que “Roland Doe” era simplemente un malcriado y travieso que actuó deliberadamente para llamar la atención o salirse de la escuela.
Durante décadas se han propuesto explicaciones psiquiátricas para explicar la experiencia del chico, incluyendo el trastorno disociativo de la identidad, el síndrome de Tourette, esquizofrenia, abuso sexual, histeria grupal y desorden obsesivo-compulsivo, aunque todas fueron descartadas por insuficientes e inadecuadas para entender el caso. Terry D. Cooper, psicólogo Ph.D, además de Cindy K. Epperson, becaria del doctorado de la Universidad de Misuri, analizaron el caso y concluyeron que las explicaciones psicológicas normales no pueden dar cuenta de los eventos ocurridos. Juntos escribieron un libro titulado Evil: Satan, Sin, and Psychology (El Mal: Satanás, el Pecado y la Psicología). Los doctores que examinaron a Roland aparentemente no encontraron ninguna evidencia de enfermedad ni muestras de síntoma clásico alguno.

## Literatura y cine
El caso inspiró la novela El Exorcista, escrita por William Peter Blatty en 1972, que a su vez fue adaptada a la clásica película del mismo nombre en 1973. Poseído, una película del año 2000, considerada más fidedigna por estar fundada en el libro de Allen y un documental titulado In the Grip of Evil (En las Garras del Mal), también se basaron en estos hechos.
Otra película-documental es la llamada “The Haunted Boy: The Secret Diary of the Exorcist” (El Chico Hechizado: El Diario Secreto del Exorcista) del año 2010, donde un grupo de investigadores viaja al lugar en cuestión y descubre el diario que, según se dice, es guardado por el Padre Bowdern.